# استرلینگ (نبراسکا)
استرلینگ(به انگلیسی: Sterling) شهری در ایالت نبراسکا کشور ایالات متحده آمریکا است که جمعیت آن در سرشماری سال ۲۰۱۰ میلادی، ۴۷۶ نفر بوده‌است.